# Cornelis Bellekin
Cornelis Bellekin (Alternatieve namen: Cornelis van Bellekin, Cornelis Belkin, Cornelius Belkin, Cornelis Belkyn, Cornelius Belkyn, Cornelius Bellekin, Cornelis Bellequin, Cornelius Bellequin, Cornelis Belkijn, Cornelius Belkijn) (waarschijnlijk Amsterdam tussen 1615 en 1635 - 1696 en 1711). Hij was kunstschilder en parelmoersnijder.

## Leven
Cornelis Bellekin was waarschijnlijk de zoon van Jean Bellekin en de broer van Jan Bellekin. Zijn vader was een bekende parelmoersnijder en -graveerder in Amsterdam. Cornelis leerde van hem deze technieken en paste ze zelf ook toe. Hij heeft een korte tijd in Middelburg gewerkt. Waarschijnlijk is hij hier in 1663 verbannen, omdat hij zonder gildelidmaatschap bleef werken.  

## Werk
Naast parelmoersnijdwerken maakte Bellekin ook olieverfschilderijen op paneel. Zijn thema's waren boerengenre en dorpsgezichten. Op het werk Kermis is een huppelend paar te zien dat doen denken aan de dansende paren op de Nautilusbeker van Bellekin en zijn schilderij Dorpsfeest.

## Lijst van schilderijen
| Titel                                | Datering    | Verblijfplaats                               | Afbeelding |
| ------------------------------------ | ----------- | -------------------------------------------- | ---------- |
| Kermis                               | 1640 - 1663 | Museum Bredius, Den Haag                     |            |
| Dansend en feestend volk bij herberg | 1670 - 1680 | Hermitage (Sint-Petersburg), Sint-Petersburg |            |

## Lijst van parelmoer snijwerk
| Titel | Datering    | Verblijfplaats         | Afbeelding |
| --- | ----------- | ---------------------- | ---------- |
| Twee gedecoreerde schelpen                                                                                  | 1650 - 1700 | Rijksmuseum, Amsterdam |            |
| Nautilusschelp met gesneden wijnranken                                                                      | 1650 - 1700 | Rijksmuseum, Amsterdam |            |
| Oesterschelp met zeefiguren en een rots met planten                                                         | ca. 1700    | Rijksmuseum, Amsterdam |            |
| Oesterschelp met zeefiguren, waaronder een vrouw op een rijdier,                                            | ca. 1700    | Rijksmuseum, Amsterdam |            |
| Houten houder behorend bij een Nautilusschelp, gegraveerd met een dansend Bacchus-kind en met nymph en amor | 1650-1700   | Rijksmuseum, Amsterdam |            |